# Mutation (Medien)
Unter Mutation versteht man im Druckbereich das Austauschen einer oder mehrerer Seiten einer Zeitungsausgabe.
Dies wird nötig, wenn Zeitungsartikel wegen wichtiger neuer Ereignisse während des Druckvorgangs umgeschrieben werden müssen oder generell verschiedene Versionen einer Zeitung vorgesehen sind: etwa bei gesonderten Abend- und Morgenausgaben oder regional verschiedenen Ausgaben. Durch regionale Ausgaben kann die Redaktion besser auf die Interessen verschiedener Lesergruppen eingehen, die Druckerei spart Druck- und Papierkosten, und die Werbekunden können Streuverluste vermeiden. 
Technisch gesehen werden bei der Mutation zum Beispiel einige Druckplatten in der Druckmaschine ausgetauscht.